# Антин
 Тази статия е за града в Китай.  За селището в Белгия вижте Антин (Белгия).  
Антин (на китайски: 安亭; на пинин: Āntíng) е град в източен Китай, част от окръг Дзядин на града провинция Шанхай. Населението му е около 53 000 души.
Разположен е на 4 метра надморска височина в Равнината на Яндзъ, на 30 километра западно от центъра на Шанхай и на 52 километра източно от Суджоу. Градът се формира в края на XX век около съоръженията на „SAIC Volkswagen“, най-големия автомобилен завод в страната. В Антин се намира и пистата за „Формула 1“ „Шанхай“.